# Zelinja Gornja (Doboj)
Zelinja Gornja (szerbül: Горња Зелиња), település Bosznia-Hercegovinában, a Szerb Köztársaság északi régiójában Doboj községben. Zelinja Gornja településnek a Szerb Köztársaság területéhez került nyugati, nagyobb része.

## Fekvése
A település Bosznia-Hercegovina északi részén, Dobojtól légvonalban 19, közúton 35 km-re északkeletre, a Trebava-hegység középső részén, a Zelinjska-folyó felső folyásánál található. A következő településekből áll: Rijeka, Vidović, Brezovac, Bogdanović, Srednje és Gornja Mala. A legmagasabb tengerszint feletti csúcs a Spletena Lipa, 624 méterrel.

## Népessége
| Nemzetiségi csoport | Népesség 1991 | Népesség 2013 |
| ------------------- | ------------- | ------------- |
| Szerb               | 809           | 285           |
| Bosnyák             | 0             | 0             |
| Horvát              | 2             | 1             |
| Jugoszláv           | 5             | 0             |
| Egyéb               | 2             | 0             |
| Összesen            | 818           | 286           |

## Története
Zelinja Gornja először 1528-ban jelenik meg a török defteriekben (adókönyvekben), amikor a Gračanica melletti Sokol erődítmény igazgatása alá tartozott, és akkoriban mindössze 20 háztartása volt.
A település 1878-ig tartozott az Oszmán Birodalomhoz, ekkor a berlini kongresszus határozata alapján az Osztrák-Magyar Monarchia része lett. 1879-ben az első osztrák-magyar népszámlálás során a Gradačaci járáshoz tartozó településnek 146 háztartása, 711 muszlim és 50 ortodox lakosa volt. 1910-ben a Gradačaci járáshoz tartozó településen 177 háztartást, 920 muszlim és 69 ortodox lakost találtak. A monarchia szétesésével 1918-ban előbb a Szerb-Horvát-Szlovén Királyság, majd 1929-től a Jugoszláv Királyság része lett. 1921-ben a Gradačac járáshoz tartozó községnek 886 lakosa volt, melyből 806 muszlim és 80 ortodox szerb volt. Az 1929-es törvény értelmében, amikor Bosznia-Hercegovinát négy banovinára, Drinskára, Vrbaskára, Zetskára és Primorskára osztották, a település a Vrbaska banovina része lett, amelynek székhelye Banja Luka volt.
A második világháborúban Jugoszlávia megszállása után a Független Horvát Állam (NDH) része lett. A második világháború után 1992-ig a település a szocialista Jugoszlávia keretében a Bosznia-Hercegovinai Népköztársaság, valamint Gračanica község része volt. A boszniai háborút lezáró daytoni békeszerződés rendelkezése alapján az ország területét felosztották a Bosznia-hercegovinai Föderáció és a boszniai Szerb Köztársaság között. A békeszerződés utáni területmegosztási megállapodás értelmében a település nagyobb, nyugati része a Boszniai Szerb Köztársasághoz és Doboj községhez került, míg a település területének kis területű, lakatlan keleti része a Bosznia-hercegovinai Föderáció Tuzlai kantonjában levő Gradačac község területénél maradt. A településen ma az iskola mellett egy szerb ortodox templom és az egykori kulturális központ található, melyben az orvosi rendelő működik.

## Gazdaság
A lakosok mezőgazdasággal, gyümölcstermesztéssel, szarvasmarha-tenyésztéssel és erdőgazdálkodással foglalkoznak. A falu az Orašje - Doboj regionális úton fekszik, de ennek ellenére nincs aszfaltút. Ezenkívül az alapvető tevékenységek hiánya az egyik oka annak, hogy a fiatalok a városokba, Szerbiába és Európába vándorolnak, ami a falu fejlődésének stagnálásához vezet.

## Oktatás
A Jugoszláv Királyság idején 1927-ben nyílt meg a faluban egy elemi iskola, amely ma a "Petar Kočić" nevet viseli.

## Nevezetességei
- A Boldogságos Szűz Mária Mennybevétele tiszteletére szentelt ortodox temploma.

## Fordítás
- Ez a szócikk részben vagy egészben  a(z)   Горња Зелиња (Добој) című szerb Wikipédia-szócikk ezen változatának fordításán alapul.  Az eredeti cikk szerkesztőit annak laptörténete sorolja fel. Ez a jelzés csupán a megfogalmazás eredetét és a szerzői jogokat jelzi, nem szolgál a cikkben szereplő információk forrásmegjelöléseként.